# Darkan

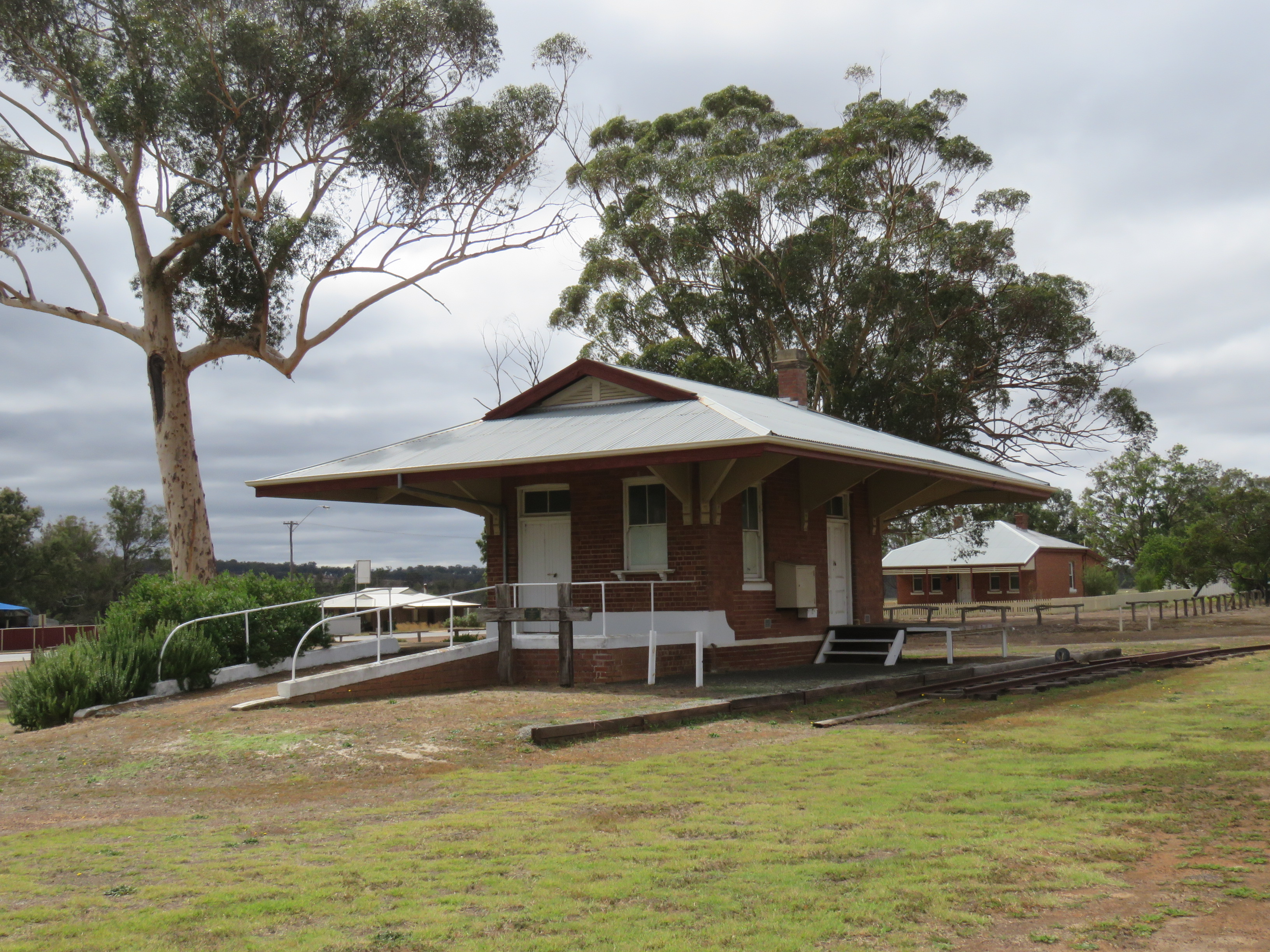
Die denkmalgeschützte ehemalige Darkan Railway Station. Das ebenfalls denkmalgeschützte Haus des Bahnhofsvorstehers von Darkan im Hintergrund.

Darkan ist ein Ort und Verwaltungssitz der Gemeinde Shire of West Arthur in Westaustralien. Der Ort liegt in der Wheatbelt Region, zwischen Collie und dem Albany Highway.

## Geschichte
Die Gegend war anfänglich von William John Gibbs und seine Familie in den 1860er Jahren bevölkert. Gibbs begründete einen Grundbesitz, den nach dem undeutlichen Aborigines-Wort Darkan benannte. Der Ort entwickelte sich als die Eisenbahnlinie von Collie bis Narrogin angebaut wurde. 1906 wurde Darkan bekannt gegeben. Danach wuchs Darkan schnell an. In den frühen 1990er Jahren wurde die Eisenbahnlinie geschlossen, aber die umgebende Züchtungen auf Wolle und das Tourismous haben die Existenz des Ortes gesichert.

## Geographie
Darkan befindet sich 202 Kilometer von Perth, 60 Kilometer von Wagin, und 60 Kilometer von Collie. Nach der Volkszählung im Jahre 2011 lebten hier 217 Menschen.

## Gegenwärtiges Darkan
Darkan ist das soziale und politische Zentrum der Shire of West Arthur. Der Ort besitzt ein Rasthaus, einen Supermarkt, ein Telecentro, ein Hotel, Tennisplätze, Spielfelder für Basketball, eine örtliche High School, und ein Skatefeld. Der Ort ist von einem fertilen Weizen-Gebiet umgeben.